# Дигха-никая
«Дигха-никая» (пали dīghanikāya, «Сборник длинных [наставлений]») — первый сборник Сутта-питаки.   Собрание является одним из самых старых текстов. С содержательной точки зрения сутты этого собрания являются весьма значительными по объему и начинаются неизменной фразой «Так я слышал...»
В число обычно упоминаемых сутт памятника входят Махапариниббана-сутта (DN 16), которая описывает последние дни и смерть Будды, Сигаловада-сутта (DN 31), в которой Будда обсуждает этику и практики буддизма со своими последователями, Самманяпхала сутта (DN 2), Брахмаджала-сутта (DN 1), которая описывает и сравнивает позиции Будды и других индийских мудрецов по вопросам бытия и времени.

## Содержание
Дигха-никая состоит из 34 сутр, разделённых на три раздела (вагги):
- Силаккхандха-вагга — «Раздел о нравственности» (сутты 1-13). О буддийской морали (шила)[1].
- Маха-вагга — «Великий раздел» (сутты 14-23). Почти все сутты этого раздела начинаются с «маха», что на пали означает «великий», «большой».
- Патика-вагга — «Раздел Патики» (сутты 24-34). Названа по первой сутте раздела — Патика-сутте.

Вагги различаются по содержанию и форме, являясь к тому же смесью разновременных материалов. Наиболее ранние тексты находится в первой вагге, позднейшие — в последней. Самые длинные сутты находятся во второй вагге. Форма сутт варьируется: в то время как в первой вагге находятся прозаические сутты, то во второй и третьей — прозаические со стихотворными вкраплениями. Полностью стихотворными являются лишь сутты 20 и 32.
Индекс сутт Дигха-никаи состоит из букв D или DN (в западной литературе), ДН (в русскоязычной литературе) и группы цифр, обозначающих порядковый номер сутты. Нумерация сутт сквозная для всех трех вагг.

## Связь с Канонами других школ буддизма
Раздел Дигха-никая присутствует практически в каждом варианте канонических собраний текстов разных школ. Однако название и состав у разных школ может быть различным.
Среди агам Дигха-никае соответствует «Диргха-агама», использовавшаяся различными санскритскими школами раннего буддизма и частично сохранившаяся на санскрите. Полная версия же Диргха-агамы школы дхармагупта была переведена в 412—413 гг. Буддхаяшасом на китайский язык под названием «Cháng Ahánjīng». Оригинал скорее всего был написан на одном из пракритов. В ней содержится лишь 30 сутр против 34 в Дигха-никае. Также на санскрите и тибетском языке сохранились некоторые части Диргха-агамы школы сарвастивада.

### Переводы
- Дигха-никая (Собрание длинных поучений) // перевод А.Я. Сыркина — М.: Восточная литература, 2020 — 902 стр. Серия: Памятники письменности Востока. ISBN 978-5-02-039858-0
- Dialogues of the Buddha, tr T. W. and C. A. F. Rhys Davids, 1899—1921, 3 volumes, Pali Text Society
- Thus Have I Heard: the Long Discourses of the Buddha, tr. Maurice Walshe, Wisdom Pubs, 1987; later reissued under the original subtitle; ISBN 0-86171-103-3

Частичные:
- K. E. Neumann. Die Reden Gotamo Buddhos aus der längeren Sammlung Dighanikayo des Pali-Kanons. I Bd., Munchen, 1907; 1-13.
- Long Discourses of the Buddha, tr Mrs A. A. G. Bennett, Bombay, 1964; 1-16
- Ten Suttas from Digha Nikaya, Burma Pitaka Association, Rangoon, 1984; 1, 2, 9, 15, 16, 22, 26, 28-9, 31